# 5306 Fangfen
5306 Fangfen este un asteroid din centura principală de asteroizi.

## Descriere
5306 Fangfen este un asteroid din centura principală de asteroizi. A fost descoperit pe 25 ianuarie 1980 la Harvard College Observatory. Asteroidul prezintă o orbită caracterizată de o semiaxă mare de 2,86 ua, o excentricitate de 0,07 și o înclinație de 3,1° în raport cu ecliptica.